# ای‌ای‌دبلیو فایتر فست
اِی‌ای‌دبلیو فایتِر فِست (به انگلیسی: Fyter Fest) یک رویداد غیر رایگان (Pay-Per-View) کشتی حرفه‌ای می‌باشد که توسط کمپانی اول الیت رسلینگ(اِی‌ای‌دبلیو) تهیه می‌شود. این دومین رویداد برای پروموشن اِی‌ای‌دبلیو می‌باشد و در ۲۹ ژوئن ۲۰۱۹ در مجموعه ورزشی اوشن سنتر شهر دیتونا بیچ، فلوریدا برگزار شد.

## نتایج
| #                                           | نتایج | نوع مسابقه | مدت زمان |
| ------------------------------------------- | --- | --- | -------- |
| ۱پ                                          | بست فرندز (چاک تیلور و ترنت بِرِتا) پیروز مقابل سوکال آنسنسورد (کریستوفر دنیلز، فرانکلی قازاریان مقابل پرایوِت پارتی (آیزایاه کسیدی و مارک کِن) | مسابقه تگ تیم سه‌جانبه برندگان وارد مسابقات first round bye در رویداد ای‌ای‌دبلیو آل اَوت میشوند تا فرصتی برای به‌دست آوردن کمربندهای تگ تیم قهرمانی جهان ای‌ای‌دبلیو داشته باشند | 16:00    |
| ۲پ                                          | اَلی پیروز مقابل لوا بیتس (با ممراهی پیتر آوالون)                                                                                            | مسابقه تک نفره | 8:50     |
| ۳پ                                          | مایکل ناکازاوا پیروز مقابل الکس جِبِیلی | مسابقه هاردکور | 9:30     |
| ۴                                           | سیما پیروز مقابل کریستوفر دنیلز | مسابقه تک نفره | 9:40     |
| ۵                                           | ریهو پیروز مقابل یوکا ساکازاکی مقابل نایلا رز                                                                                               | مسابقه سه‌جانبه | 12:30    |
| ۶                                           | آدام پِیج پیروز مقابل جیمی هاوک مقابل جانگل بوی (با همراهی لوچاساروس) مقابل اِم‌جِی‌اِف                                                           | مسابقه چهارجانبه | 10:50    |
| ۷                                           | کودی (با همراهی برندی رودز) مقابل داربی الین بدون برنده به‌خاطر پایان زمان                                                                   | مسابقه تک نفره | 20:00    |
| ۸                                           | د الیت (کنی امگا، مت جکسون و نیک جکسون) پیروز مقابل د لوچا برادرز (پنتاگون جی‌آر. و ری فینیکس) و لارِدو کید                                   | مسابقه تگ تیم شش نفره | 20:50    |
| ۹                                           | جان ماکسلی پیروز مقابل جویی جانلا | مسابقه بدون قانون | 20:00    |
| - پ – نشان‌دهنده این است که مسابقه در پری–شو | | |          |